# 恩斯特·汉夫施丹格尔

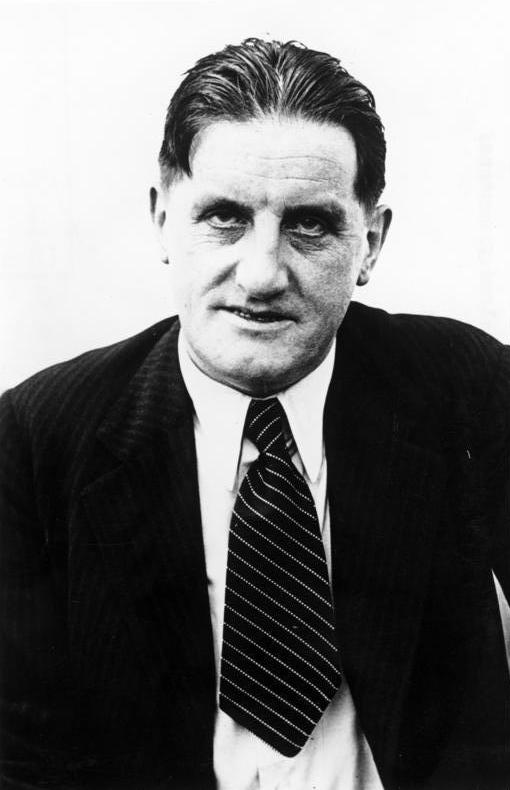
恩斯特·汉夫施丹格尔，1934年

恩斯特·汉夫施丹格尔（德語：Ernst Franz Sedgwick Hanfstaengl，1887年2月2日—1975年11月6日），德国实业家、外交官、政治人物。汉夫斯坦格尔曾是阿道夫·希特勒的密友，后在与宣传部长戈培尔的权利斗争中失去了希特勒的青睐。1937年，他从纳粹德国流亡到瑞士，战争爆发后前往美国，并向罗斯福总统提供咨询服务。汉夫斯坦格尔曾与作家朱娜·巴恩斯订婚。

## 简介
恩斯特·汉夫施丹格尔出生于德国巴伐利亚慕尼黑，父亲是德国艺术出版商埃德加·汉夫施丹格尔（Edgar Hanfstaengl），母亲凯瑟琳·威廉明娜·海涅（Katharine Wilhelmina Heine）是美国人。他早年大部分时间在德国度过，后来移居美国。他在哈佛大学就读。搬到了纽约市，接管了父亲的企业——弗朗茨·汉夫施丹格尔美术出版社的美国分公司的管理。
汉夫施丹格尔于1922年返回德国。住在巴伐利亚期间，他第一次听到阿道夫·希特勒在慕尼黑的一家啤酒馆里演讲并对其着迷，成为亲密的追随者。
在参与1923年失败的慕尼黑啤酒馆政变后，受伤的希特勒在位于慕尼黑郊外乌芬格的汉夫施丹格尔家中寻求庇护，他本人则短暂逃往奥地利。据称汉夫施丹格尔的妻子海伦娜（Helene）曾劝阻希特勒自杀。
1920年代的大部分时间里，汉夫施丹格尔将希特勒介绍给慕尼黑的上流社会，帮助他树立良好的形象。他还资助出版了希特勒的《我的奋斗》和纳粹党的机关报纸《人民观察家报》。希特勒是汉夫施丹格尔儿子埃贡（Egon）的教父。有着音乐才华的汉夫施丹格尔还创作了褐衫军和希特勒青年团进行曲，这些歌曲都模仿了他在哈佛大学创作的足球歌曲。他后来也自称设计了口号“胜利万岁”（Sieg Heil）。
随着纳粹党的权力不断巩固，汉夫施丹格尔与德国宣传部长约瑟夫·戈培尔之间发生了多次争执。1933年，汉夫施丹格尔被从希特勒的幕僚中除名。1936年，他与海伦离婚。在汉夫施丹格尔遭到两人密友尤妮蒂·米特福德（Unity Mitford）的告密后，希特勒对他彻底失去了好感。1937年在希特勒对其策划的一场空投恐吓之后，汉夫施丹格尔逃亡瑞士、英国。在二战爆发之后，英国将其监禁并送往加拿大监狱。1942年，汉夫施丹格尔被引渡至美国并提供纳粹党情报。1944年引渡回英国，并在战后转交给西德。

## 文献来源
- Hanfstaengl, Ernst 'Putzi'. Hitler: The Missing Years. London: Eyre & Spottiswoode, 1957. Arcade Publishing, reprint 1994 ISBN 1-55970-278-8
- Conradi, Peter. Hitler's Piano Player: The Rise and Fall of Ernst Hanfstaengl, Confidant of Hitler, Ally of FDR, Carroll & Graf, 2004 ISBN 0-7867-1283-X
- Metcalfe, Philip. 1933. New York, The Permanent Press, 1988. ISBN 0-932966-87-X
- Hanfstaengl, Ernst. "Zwischen Weißem und Braunem Haus". R. Piper und Co. Verlag Muenchen